# Somaliland
Somaliland (somalijski: Soomaaliland) je de facto nezavisna republika koja se nalazi na Afričkom rogu unutar međunarodno priznate Somalije. 18. svibnja 1991. somalilandski narod proglasio je nezavisnost od Somalije, koju nije ni jedna država niti međunarodna organizacija priznala. Republika Somaliland se sastoji od šest upravnih regija, a na čelu svake nalazi se guverner. Područje države obuhvaća cijeli teritorij bivšeg protektorata zvanog Britanski Somaliland, koji je pet dana bio nezavisna država 1960. godine. Somaliland graniči s Etiopijom na jugu i zapada, Džibutijem na sjeverozapadu, Adenskim zaljevom na sjeveru i autonomnom somalijskom regijom Puntland na istoku.

## Povijest
Podrijetlo Somalijaca i njihovo prisustvo na prostoru današnjeg Somalilanda bilo je predmet mnogih rasprava. Dok mnogi Somalci tvrde da su potomci Arapa koji su se naselili uz obalu prije tisuću godina, genetička istraživanja pokazuju da su Somalci najvećim dijelom izvorni žitelji Afričkog roga (Kušiti). Kada su krajem 19. stoljeća definirane granice Somalije, mnogi Somalijaci našli su se izvan teritorija Somalije, u istočnoj Etiopiji i sjevernoj Keniji.

### Pretpovijesni Somaliland
Remekdjelom stare civilizacije koja je naseljavala današnji Somaliland smatraju se pećinski crteži iz neolitičkog razdoblja u pećinama Laas Geel, koji se smatraju važnim kulturnim bogatstvom Afričkog roga, te Afrike uopće. Ove pećine nalaze se nešto izvan glavnog grada Hargeise. Crteži koji su praktički nedavno otkriveni, ostali su netaknuti skoro 10 000 godina. Crteži prikazuju domoroce koji štuju stoku, a postoje i crteži žirafa, pasa i antilopa. Pećine je otkrio francuska arheološka skupina između studenog i prosinca 2002. godine. Od tad su pećine Laas Geel postale nacionalno blago i velika turistička atrakcija.

### Aksumski Somaliland
Aksumsko carstvo prostiralo se na prostoru današnje sjeverne Etiopije, Džibutija, Jemena i zapadnog Somalilanda u razdoblju od 3. do 6. ili 7. stoljeća. Malo se zna o kulturnoj važnosti i utjecaju ovog carstva na Somaliland, jer nikad nisu provedena arheološka istraživanja u regijama Awdal i Wooqoyi Galbeed gdje bi se mogla dokazati prisutnost trgovaca i naseljenika u zapadnim regijama Somalilanda.

### Rane islamske države u zapadnom Somalilandu
Dolaskom islama u 10. stoljeću u područjima Eritreje i Džibutija koja su sad naseljena Afarima, počinje se razvijati politička neovisnost regije o Etiopiji. U okolnom području osnovana su tri islamska sultanata koja su u početku služila etiopskom negusu. To su bili Šoa (u istočnoj Etiopiji), Ifat (također u istočnoj Etiopiji, današnja istočna Šoa) i Adal i Mora koja je bila pod Adalom i koja je obuhvaćala i današnje somalilandske regije Saaxil i Woqooyi Galbeed.
S vremenom su se tri sultanata ujedinila pod Adalom, te su nakon pobuna protiv Etiopije u 14. i 15. stoljeću, stvorili jaku islamsku državu koja je stekla potpunu nezavisnost od Etiopije u 16. stoljeću. Sredinom 16. stoljeća, Adal je krenuo na veliko osvajanje Etiopije iz Harara. 
Osvajanje je zajedno s Adalom propalo, te su područja zapadnog Somalilanda koja su se nalazila oko Saylaca postali dio osmanske pokrajine Habeš.

### Osmanski Somaliland
1546. godine, Osmansko Carstvo zauzelo je zapadne krajeve Somalilanda i učinio Saylac glavnim gradom regije, zbog strateške važnosti na Crvenom moru. Okupirano područje postalo je pokrajina Habeš unutar Carstva. Od 1630. do 1830. otomanskim Somalilandom upravljali su šerifi iz Meke. Između 1830. i 1874. Turci su vladali Somalilandom preko nasljednih guvernera. Zemlju je 7. rujna 1847. okupirao Egipat, također pod osmanskom vlasti. Iz ovog razdoblja ostalo je mnogo zgrada u urbanim sredinama.

### Kolonijalni Somaliland
U kolonijalno vrijeme, Egipatski Somaliland su zauzeli Britanci, kao dio britanske okupacije Egipta. Somalilandsko područje biva aneksirano i službeno postaje protektorat imena Britanski Somaliland ili Britanska Somalija. Ovaj protektorat stekao je nezavisnost 26. lipnja 1960. godine pod imenom Država Somaliland. Talijanska Somalija svoju je nezavisnost stekla četiri dana poslije, nakon čega su se dva entiteta odmah spojile 1. srpnja 1960. u Somalijsku Republiku.

### Druga somalilandska država
1991. godine, nakon pada središnje vlasti u Somaliji, ovaj teritorij je proglasio svoju nezavisnost kao Republika Somaliland. Smatrala se nasljednicom bivše kratko nezavisne Države Somaliland, ali nije dobila nikakvo međunarodno priznanje.
Gospodarska i vojna infrastruktura koju je ostavila Somalija većinom je uništena tijekom rata. Narod Somalilanda pobunio se protiv diktature Siada Barrea iz Mogadišua, što je potaknulo žestoku reakciju vlade.
Abdirahman Ahmed Ali Tuur bio je prvi predsjednik Somalilanda. Ibrahim Egal proglašen je njegovim nasljednikom 1993. u Boorami, ponovno je izabran 1998., te je ostao na vlasti sve do smrti 3. svibnja 2002. Potpredsjednik Dahir Rayale Kahin proglašen je predsjednikom nakon njegove smrti, a 2003. postao je prvi demokratski izabran predsjednik Somalilanda.
Rat u Somaliji 2006. godine, između Unije islamskih sudova i snaga Etiopije i somalijske prijelazne vlade, nisu izravno utjecali Somaliland.

## Zemljopis
Somaliland se nalazi na istoku Afričkog roga između 08°00' - 11°30' paralele sjeverno od ekvatora i između 42°30' - 49°00' meridijana istočno od Greenwicha. Somaliland ima 740 km obale, većinom uz Crveno more.
U Somalilandu se miješa vlažna i suha klima. Sjeverni dio zemlje je brdovit i u mnogim područjima visina doseže između 900 i 2 100 metara. Regije Awdal, Saaxil i Wooqoyi Galbeed su brdovite i plodne, dok je u Togdheeru polupustinjsko područje s manje zelenila. U regiju Awdal spadaju mnogi otoci i koraljni grebeni.
Deset kilometara sjeverno od Erigava su ostaci šume smreka, uzduž ruba strmine iznad Adenskog zaljeva. Strmina se nalazi na oko 2 000 metara nadmorske visine, na mjestu gdje se cesta iz Erigava spušta na obalu. Dva kilometra zapadnije nalazi se najviša točka u Somalilandu i Somaliji, 2 416 metara visok Shimbiris, tzv. „prebivalište ptica”.
Zbog zelenila u nekim dijelovima Somalilanda, divlje životinje (npr. zebre) dolaze u ta područja radi ispaše ili parenja. U Somalilandu se između ostalih divljih životinja mogu naći i kudui, divlje svinje, somalijski divlji magarac, bradavičasta svinja, antilope, somalijska ovca, divlje koze i deve. Također se u ovom području mogu naći i mnoge vrste ptica i riba.

### Politička podjela
Šest somalilandskih regija su:
1. Awdal
2. Saaxil
3. Sanaag
4. Sool
5. Togdheer
6. Woqooyi Galbeed

Veći gradovi u Somalilandu su:
- Hargeisa
- Burco
- Berbera
- Boorama
- Saylac
- Erigavo
- Laascaanood

## Politika
U Somalilandu je stvoren miješani sustav tradicionalnih i zapadnjačkih institucija. U međuklanskim sastancima, završno sa sastankom u Boorami 1993. godine, stvoren je beel (klan ili zajednica) sustav vladanja, koji se sastoji od izvršne vlasti (predsjednik, potpredsjednik i vijeće ministara), dvodomske zakonodavne vlasti, te nezavisne sudbene vlasti. Tradicionalno somalijsko vijeće starješina (guurti) čini gornji dom parlamenta, te je odgovorno za odabir predsjednika kao i za rješavanje internih sukoba. Vlast su praktički činili pripadnici najvažnijih klanova i u gornjem i u donjem domu, kojima su zastupnička mjesta dodijeljena prema unaprijed utvrđenoj formuli. 2002. godine, uveden je višestranački sustav na lokalnim izborima, što određuje i koje će se stranke smjeti izabirati na parlamentarnim izborima.
2005. godine, Somaliland se predružio UNPO-u, međunarodnoj organizaciji koja promiče pravo na samoopredjeljenje. Stajalište UN-a je da Somaliland treba još dosta toga učiniti kako bi stekao međunarodno priznanje.

## Gospodarstvo
Somalilandsko gospodarstvo je u stanju razvoja. Somalilandski šiling, iako stabilan, nije međunarodno priznata valuta, te za njega ne postoji službeni devizni tečaj. Njega izdaje Somalilandska Banka (Baanka Somaliland), središnja banka koja je ustavno osnovana 1994. godine.
Glavni somalilandski izvoz je stoka, čiji se broj procjenjuje na 24 milijuna. Samo 1996. godine, 3 milijuna grla izvezeno je na Bliski istok. Na izvoz je negativno utjecala zabrana uvoza govedine u Saudijsku Arabiju koja je uvedena u veljači 1998. Zabrana je ukinuta u prosincu 2006. što je dopustilo oporavak ove gospodarske grane. Drugi važni izvozni proizvodi su kože, tamjan i izmirna.
Perspektivna industrija u zemlji je poljoprivreda, pogotovo proizvodnja žitarica i hortikultura. Postoje određeni potencijali i za rudarstvo, koje je trenutno ograničeno samo na kamenolome. U zemlji postoje depoziti različitih vrsta minerala.
Nedavna istraživanja u Somalilandu pokazala su da zemlja ima velike rezerve nafte i zemnog plina. Zadnjih nekoliko godina nekoliko je bušotina izbušeno, ali zbog nepriznatog statusa zemlje stranim poduzećima nije omogućeno njihovo izrabljivanje.
Od eritrejsko-etiopskog rata, Somaliland je postao velika izvozna luka za Etiopiju. Dvije zemlje su potpisale dogovor, iz kojeg proizlazi da se lučkim gradom Berbera vrši izvoz i uvoz dobara za Etiopiju, koje ona plaća.

### Turizam
Somalilandskim odvajanjem od Somalije počeo se razvijati turizam. Osim najposjećenijih pećina Laas Geel, turistički atraktivni su Slavoluk slobode u Hargeisiji i ratni spomenik u središtu grada. Od prirodnih atrakcija zanimljiva su brda Naasa Hablood, koja se smatraju prirodnim obilježjem države.
Ministarstvo turizma potiče turiste da posjete povijesne gradove u Somalilandu. U povijesnom gradu Sheikhu blizu Berbere nalaze se očuvane britanske kolonijalne zgrade. U Berberi i Saylacu se nalaze kuće i arhitektonski zanimljive zgrade iz otomanskog razdoblja. Nomadska kultura Somalilanda također je atraktivna turistima, pogotovo u savani Salahley gdje žive nomadi i gdje često dolaze divlje životinje. Iako postoji volja za razvijanjem turizma, taj razvitak je ograničen zbog nepriznatosti države.

## Stanovništvo

### Jezici
Većina stanovništva u Somalilandu govori somalijski i arapski, koji su službeni jezici. Članak 6 ustava iz 2001. godine naglašava da je službeni jezik Somalilanda somalijski, dok je učenje arapskog obvezno u školama i džamijama. Engleski se također uči u školama.

### Religija
Gotovo svi stanovnici u Somalilandu su sunitski muslimani, a islam je i državna religija. Iako postoje tragovi predislamske religije u Somalilandu, islam predstavlja važan dio somalijskog nacionalnog identiteta. U zemlji su prije djelovali i katolički misionari. U kolonijalno vrijeme u Britanskoj Somaliji djelovao je Apostolski vikarijat Arabije, kojim su upravljali kapucini.

## Kultura

### Klanski sustav
Somalilandsko društvo koje broji oko 3,5 milijuna pripadnika organizirano je u klanske skupine, čija veličina seže obično od 5 000 do 50 000 pripadnika. Najveći klan u Somalilandu je Isaaq, a drugi po veličini je Dir koji uključuje podklanove Issa i Gadabursi. Drugi veći klanovi su Warsangeli i Dulbahante (podskupina klana Darod). Warsangeli i Dhulbahante žive većinom u regijama Sool, Sanaag, i Togdheer, dok klan Isaaq živi većinom u regijama Wooqoyi Galbeed, Togdheer, okrug Gebiley i u nekim dijelovima regija Sool i Sanaag. Klan Gadabursi većinom prebiva na zapadu zemlje, u regiji Awdal.
Klanske skupine podijeljene su u grupe prema porijeklu, koje obično sadrže između 2 500 i 10 000 članova. Klanska diskriminacija strogo je zabranjena, te vlada smatra svaki klan jednakim.

### Gastronomija
Tradicionalno je glavno jelo dana ručak, dok se za doručak obično jede lagana hrana, kao tanki kruh laxoox, tost, žitarice i sl. Za ručak se obično objeduje riža ili tjestenina s mesom i umakom. Talijani su za vrijeme svoje vladavine donijeli u Somaliju svoju kuhinju koje su Somalci prihvatili. Tijekom ručka se također ponekad objeduje i juha zvana maraq. Kasnije tijekom dana se obično opet nešto laganije objeduje, kao ful medames, grah, muffo, humus, salate i sl.
Manji broj Somalaca pije tursku kavu, te je popularniji turski čaj, kao i u cijeloj regiji. Čaj se obično pije s kardamonom (Somali Xawaash) i cimetom (Somali Qoronfil).

### Umjetnost
Stubovi somalijske umjetnosti su islam i poezija. Proslave se većinom odnose na vjerska slavlja, od kojih su najvažniji kurban-bajram i ramazanski bajram. Drugi važni blagdani su 26. lipnja i 18. svibnja, kad se slave somalilandska nezavisnost od Britanije i Somalije.
Tradicionalni somalijski ples Ceeyar Somaali vrlo je popularan u Somalilandu. Vrlo važni oblik umjetnosti je bojanje tijela (henna) kojeg su u prošlosti proširili arapski trgovci. Za posebne prilike somalijske žene često bojaju tijelo, posebno ruke i stopala. Tradicionalno se ovo smatra ženskom umjetnosti, te je nikad ne vrše muškarci. Henna se također upotrebljava i za bojanje kose.

## Vanjske poveznice
- (engl.)Službena stranica Somalilanda  Arhivirana inačica izvorne stranice od 1. ožujka 2001. (Wayback Machine)
- Somaliland.Org news website  Arhivirana inačica izvorne stranice od 25. lipnja 2014. (Wayback Machine) (na somalijskom)
- Somaliland Times  Arhivirana inačica izvorne stranice od 22. travnja 2021. (Wayback Machine) Vijesti na engleskom.